# Moby
Richard Melville Hall (Harlem, Nueva York, Estados Unidos; 11 de septiembre de 1965), más conocido como Moby, es un productor y compositor musical estadounidense. Tomó su nombre artístico del libro más famoso de su conocido tío tatarabuelo, Herman Melville, Moby-Dick. Después de colocar ocho de sus sencillos en la lista de sencillos del Reino Unido en los años 1990 haciendo música techno, su mayor éxito fue Play, lanzado en 1999, del cual vendió doce millones de copias en todo el mundo. 
Ha tenido conflictos dialécticos con Marilyn Manson y Eminem. Desde 2007 sube música a su cuenta de YouTube y cuenta con más de cuatrocientos noventa millones de reproducciones. Su etapa como solista, cuenta con doce álbumes de estudio, diez álbumes recopilatorios, más de sesenta y cinco sencillos, entre otras apariciones. A lo largo de su carrera vendió más de veinte millones de álbumes y tres millones solo en Estados Unidos, tiene certificaciones tales como un disco de diamante en Francia, veinte discos de platino, dieciséis discos de oro y uno de plata.

## Carrera musical

### Inicios
A comienzos de los años 1980, Moby era miembro de una banda de hardcore punk llamada Vatican Commandos, la cual lanzó un EP llamado Hit Squad for God. Desde 1985, fue disc jockey en "The Beat" Port Chester (Nueva York) y en 1989 firmó un contrato de grabación con Instinct Records. Su primera canción se considera que es "Time's up".[cita requerida]
Su primer éxito fue "Go", una canción progresiva que usaba un sample de "Laura Palmer's Theme", de Angelo Badalamenti, de la serie televisiva Twin Peaks. La canción alcanzó el top 10 británico en octubre de 1991, y le hizo ganar una aparición en Top of the Pops. En 1993, gracias al ascendente éxito, fue de gira con The Prodigy, Orbital y Aphex Twin.
En 1991 participa en un remix de la canción "Miserablism", cara B del sencillo "Was It Worth It?" de Pet Shop Boys. El remix se tituló "Miserablism (electro mix)".
En 1992 lanzó su primer álbum, llamado simplemente Moby, que contiene estilos techno en la mayoría de las canciones, a excepción del último corte "Stream" que es una pieza de género ambient con atmósfera profunda y misteriosa con sonidos de percusión. Con esto pareciera que Moby nos dejaría entrever que es lo que depararía el siguiente álbum.[cita requerida]
Igualmente en ese mismo año 1992, Moby lanzó su siguiente álbum, titulado Ambient, en el cual dejó de lado los sonidos techno del primer material para enfocarse a sonidos ambiente. El corte de inicio, "My Beautiful Blue Sky" es una muestra de este trabajo muy enfocado a los sonidos característicos de este subgénero de la electrónica en la cual se disfruta escuchándose muy concentrado en los sonidos y en la atmósfera que lo rodea.[cita requerida]
En 1993, lanzó su álbum Early Underground que es un recopilatorio de canciones hechas por él anteriormente; todo el álbum vuelve a ser techno-trance.

### 1994-1998
Su primer álbum para Mute Records fue Everything Is Wrong en 1995, el cual rápidamente obtuvo alabanzas de la crítica aunque menor éxito comercial. Fue distribuido en Estados Unidos por Elektra Records. A principios de 1996 vino el doble álbum Everything Is Wrong - Mixed and Remixed. 
Pronto después, su sello discográfico original, Instinct, lanzó un álbum de caras B llamado Rare: The Collected B-Sides 1989-1993, que vuelve a sacar algunos de los temas de Moby de la época de inicio. Una de las canciones del álbum, "Thousand", le hizo ganar el récord mundial por la canción más rápida de la historia, ya que alcanzó 1015 bpm.[cita requerida]
Luego, en 1996, lanzó un álbum hard rock/electrónico llamado Animal Rights y estuvo de gira en Europa con los Red Hot Chili Peppers. Inusualmente para Moby, quien normalmente escribe su propia música, a veces con colaboradores, Animal Rights incluía una versión de un tema de Clint Conley, "That's When I Reach for My Revolver".
En 1997, lanzó I Like to Score, una colección de su música que ha sido utilizada en el cine. Entre esas pistas se incluía una actualización del tema de James Bond que se usó en la película de James Bond, El mañana nunca muere. 
Animal Rights y I Like to Score no tuvieron ningún éxito comercial y Elektra Records rehusó la distribución de los futuros trabajos de Moby.[cita requerida]

### 1999-2004
Tras una década en la música, el álbum rompedor de Moby fue Play en 1999. Incluía dieciocho canciones y fue el primer álbum de la historia en el que todas sus pistas fueron autorizadas para usos comerciales.[cita requerida]
En 2001, Moby coescribió y produjo "Is It Any Wonder" con Sophie Ellis-Bextor, para su álbum de debut en solitario, Read My Lips. Pero una versión diferente de la canción fue lanzada como cara B en el sencillo "Music Gets the Best of Me" e incluida en el relanzamiento de Read My Lips. La versión que Moby produjo entonces se filtró en internet. El mismo año fundó Area:One Festival. Consistió en una gira de conciertos populares de festivales roqueros que presentaba un gran abanico de distintos géneros musicales. Una segunda gira se organizó en el siguiente año.
También se ganó la ira de Eminem tras llamar su música misógina y homofóbica; Eminem, más tarde, satirizó a Moby (entre otros) en "Without Me", refiriéndose a él como "un marica calvo de 36 años" y poniendo en duda su importancia declarando que "nadie escucha el techno!". Moby le contestó que no interpretaba techno desde 1992. Ambos tuvieron un enfrentamiento en la gala de 2002 de los MTV Video Music Awards, aunque Moby expresaba su respeto a Eminem como artista. 
En 2002, lanzó 18, un álbum que incluía dieciocho cortes. La canción más popular del álbum fue "We Are All Made of Stars". Ese mismo año se estrenó El caso Bourne, la primera de las películas sobre Jason Bourne, que, como todas las de la saga, finaliza al son de "Extreme Ways".
Moby, por un tiempo, tuvo un programa de televisión en la MTV en 2002, Señor Moby's House of Music, el cual se centraba principalmente en la música electrónica más oscura. Moby también apareció en Ride with Funkmaster Flex.
En 2003, produjo una canción para el álbum In the Zone de Britney Spears. La canción se tituló "Early Mornin". Aunque no se lanzó como sencillo, fue una de las favoritas de sus fanes.

### 2005-2006

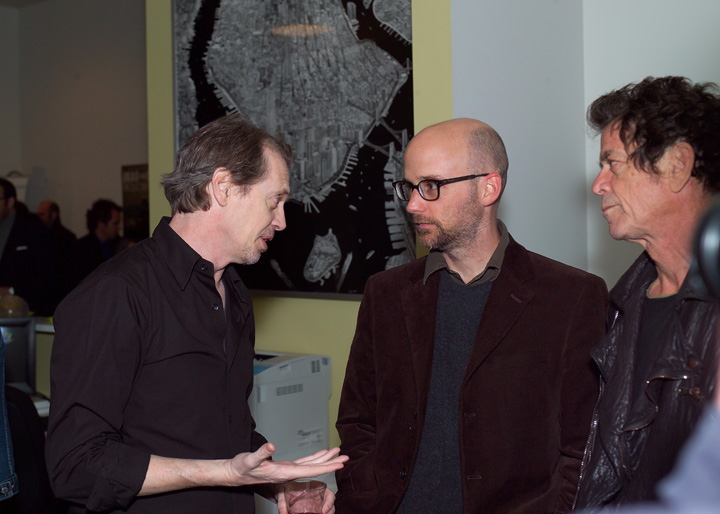
Moby junto al actor Steve Buscemi y el músico Lou Reed en la proyección del documental Irak for Sale (octubre de 2006; Nueva York)

En 2005 Moby lanzó su álbum Hotel bajo el nombre de Pacha. En vez de su usual utilización de samples, todas las voces e instrumentos de Hotel fueron interpretados en directo en el estudio por Moby y la vocalista Laura Dawn, quien es la directora cultural de MoveOn.org.
El multipremiado documental de 2005, Earthlings, narrado por el actor y activista en favor de los derechos de los animales, Joaquín Phoenix, incluye una banda sonora por Moby.
Moby realizó también la banda sonora de la película de 2007 del director Richard Kelly, Southland Tales; él era un gran fan de la anterior película de Kelly, Donnie Darko, y no pudo resistir la oferta que el director le propuso.[cita requerida]
El 6 de noviembre de 2006 se lanzó un álbum recopilatorio de sus grandes éxitos titulado go: The Very Best of Moby, incluyendo una nueva canción, "New York, New York" en la cual participó Debbie Harry con su voz. Diferentes versiones de este álbum contiene el sencillo "Slipping Away" en diferentes idiomas y con diferentes cantantes. En España, fue el dúo Amaral quien interpretó la versión pop de dicha canción con el título "Escapar". En Francia, fue la cantante Mylène Farmer quien interpretó la versión en francés de dicha canción con el título "Slipping Away (Crier la vie)" llegando a ser número uno en dicho país.

### 2007
El 24 de febrero de 2007 Moby anunció en su diario digital que se encontraba en proceso de elegir veinte canciones de entre unas cuatrocientas para su nuevo álbum.
El 29 de septiembre, Moby se juntó con Richard Barone en el escenario para interpretar "20th Century Boy" en el tributo a T.Rex en Central Park (Nueva York).

### 2008
El 10 de marzo de 2008 Moby lanzó su sexto álbum de estudio, Last Night, grabado en su estudio casero de Manhattan y en el que participarán varios vocalistas invitados. El 29 de marzo de 2008 mezcló en vivo en el Ultra Fest Miami 2008, en el stage llamado Carl Cox & Friends, el cual es el evento más importante de música electrónica del mundo. El 25 de agosto del mismo año 2008 salió en Francia Point de suture, último álbum de Mylène Farmer, con un dúo nuevo con Moby titulado "Looking for my name". Siempre en 2008, participó en Songs for Tibet.

### 2009
Lanza su séptimo álbum de estudio, Wait for me, con un primer sencillo llamado "Shot in the back of the head". Como curiosidad, el vídeo para esta canción fue hecho por David Lynch, director de cine favorito de Moby, a quien envió la música junto a una nota que ponía “haz lo que quieras”.

### 2010-2011
En 2010 produce siete canciones para el álbum Bleu Noir de la cantante francesa Mylène Farmer. El álbum sale a la venta el 6 de diciembre, y es el mejor arranque del año en Francia con 139.176 copias vendidas en su primera semana; solo dos meses después es acreditado con disco de diamante por más de 600.000 copias.
El 15 de febrero lanzó un EP con el nombre de Be the One, que adelantaban tres tracks de su próximo disco: "Sevastapol", "Victoria Lucas" y "Be the One". El 16 de mayo de 2011 lanzó su octavo álbum de estudio, Destroyed y el 31 de octubre sacó la versión "Deluxe" que además del CD, incluía un DVD y un libro de fotos tomadas por él.

### 2012
Inicia colaboración con el dúo español llamado Dubsidia para hacer dubstep y electro.

### 2013
Moby anunció en julio la publicación de un nuevo disco titulado Innocents , que presentó el 1 de julio, un adelanto del mismo con la canción "A Case For Shame".

### 2016
En septiembre Moby anunció su nuevo álbum llamado These Systems Are Falling. Este álbum fue lanzado el 14 de octubre bajo el nombre Moby & The Pacific Choir.

## Activismo
Moby es también conocido por ser defensor de una variedad de causas, trabajando con MoveOn y PETA, entre otras organizaciones. Es vegano desde 1987, él creó MoveOn Voter Fund's "Bush in 30 Seconds", junto a la cantante y directora cultural de MoveOn, Laura Dawn, y al director ejecutivo de MoveOn, Eli Pariser. Bushin30seconds.org es una web de izquierdas, abierta al público desde 2003, que explica la política llevada por George Bush en solo 30 segundos, para ayudar a crear conciencia en la población. Participan también otras personalidades como Michael Mann, Michael Moore, Michael Stipe, Jessica Lange, Tony Shalhoub y Eddie Vedder entre otros.
Ha participado en concierto a beneficio de un instituto de música y neurología, promoviendo la música como terapia. Además participa en Amend.org, una organización sin ánimo de lucro que implementa programas de prevención en África. 
Es un defensor de la neutralidad de red, y en 2006 testificó ante el comité estadounidense debatiendo el asunto.

## Discografía
- Moby (1992)
- Ambient (1993)
- Everything Is Wrong (1995)
- Animal Rights (1996)
- Play (1999)
- 18 (2002)
- Hotel (2005)
- Last Night (2008)
- Wait for Me (2009)
- Destroyed (2011)
- Innocents (2013)
- Long Ambients 1: Calm. Sleep. (2016)
- These Systems Are Failing (junto a The Void Pacific Choir) (2016)
- More Fast Songs About the Apocalypse (junto a The Void Pacific Choir) (2017)
- Everything Was Beautiful, and Nothing Hurt (2018)
- Long Ambients 2 (2019)
- All Visible Objects (2020)
- Reprise (2021)[6]
- Ambient 23 (2023)
- Resound NYC (2023)
- Always Centered at Night (2024)

## Documentales
- Moby Doc, (2021) Dirigido por Robert Bralver. Es un documental biográfico narrado por Moby. Aparecen sus problemas con el alcohol, las drogas y el sexo, con intento de suicidio incluido. Aparecen David Lynch y David Bowie, así como imágenes rodadas en conciertos suyos.[7][8]
- Punk Rock Vegan Movie. (2023). Dirigido por Moby. Trata sobre los puntos de conexión entre el punk y los derechos de los animales.[9]